# لوئی فیلیپ دوم، دوک اورلئان
لوئی فیلیپ دوم دوک اورلئان (انگلیسی: Louis Philippe II, Duke of Orléans؛ ۱۳ آوریل ۱۷۴۷ – ۶ نوامبر ۱۷۹۳) ملقب به اگالیته ، سیاستمدار اهل فرانسه بود. وی در قصر سن کلود در پنج کیلومتری پاریس متولد شد. وی ۱۷۶۹ در کاخ ورسای ازدواج کرد.

## نگارخانه

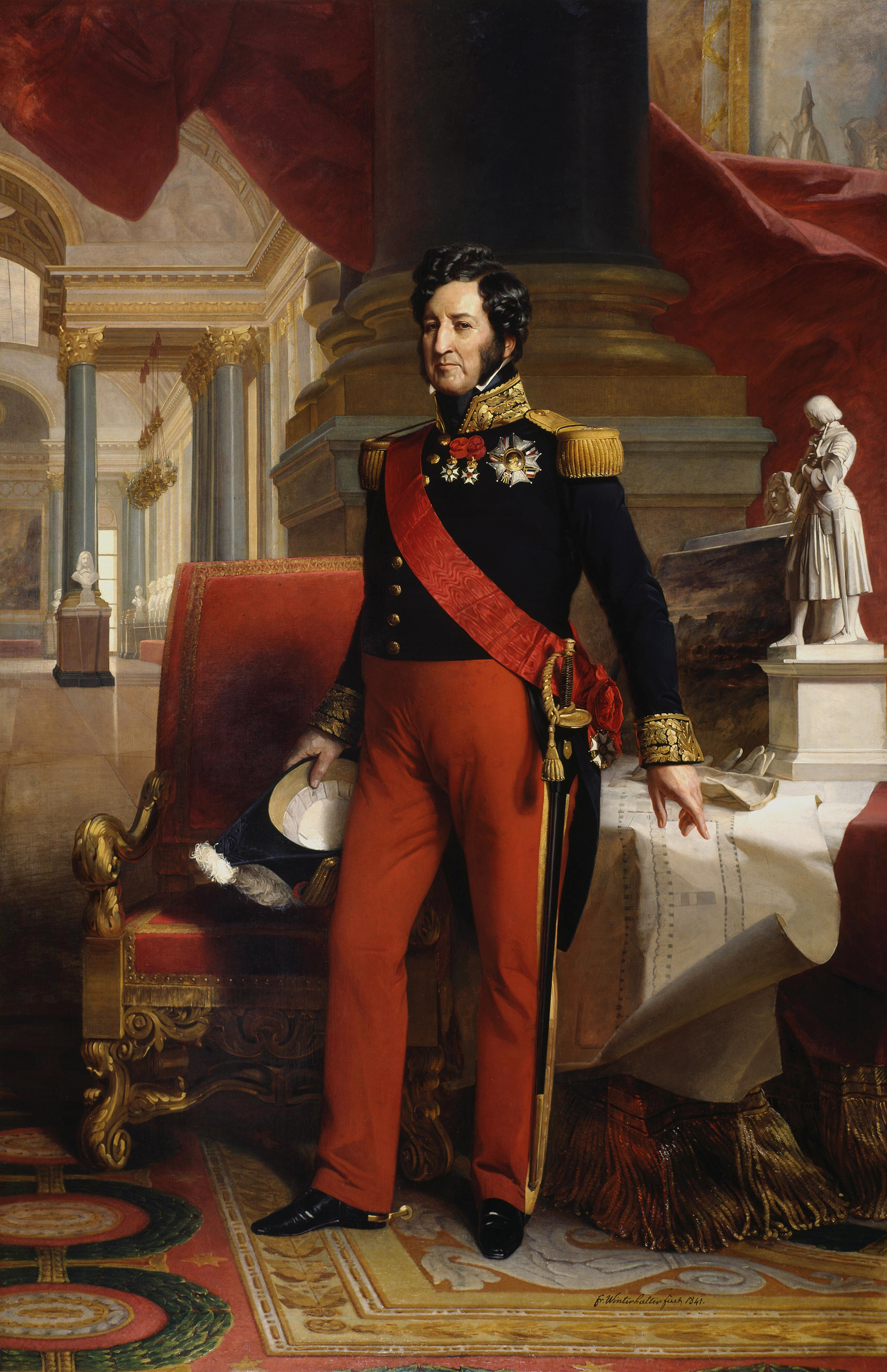
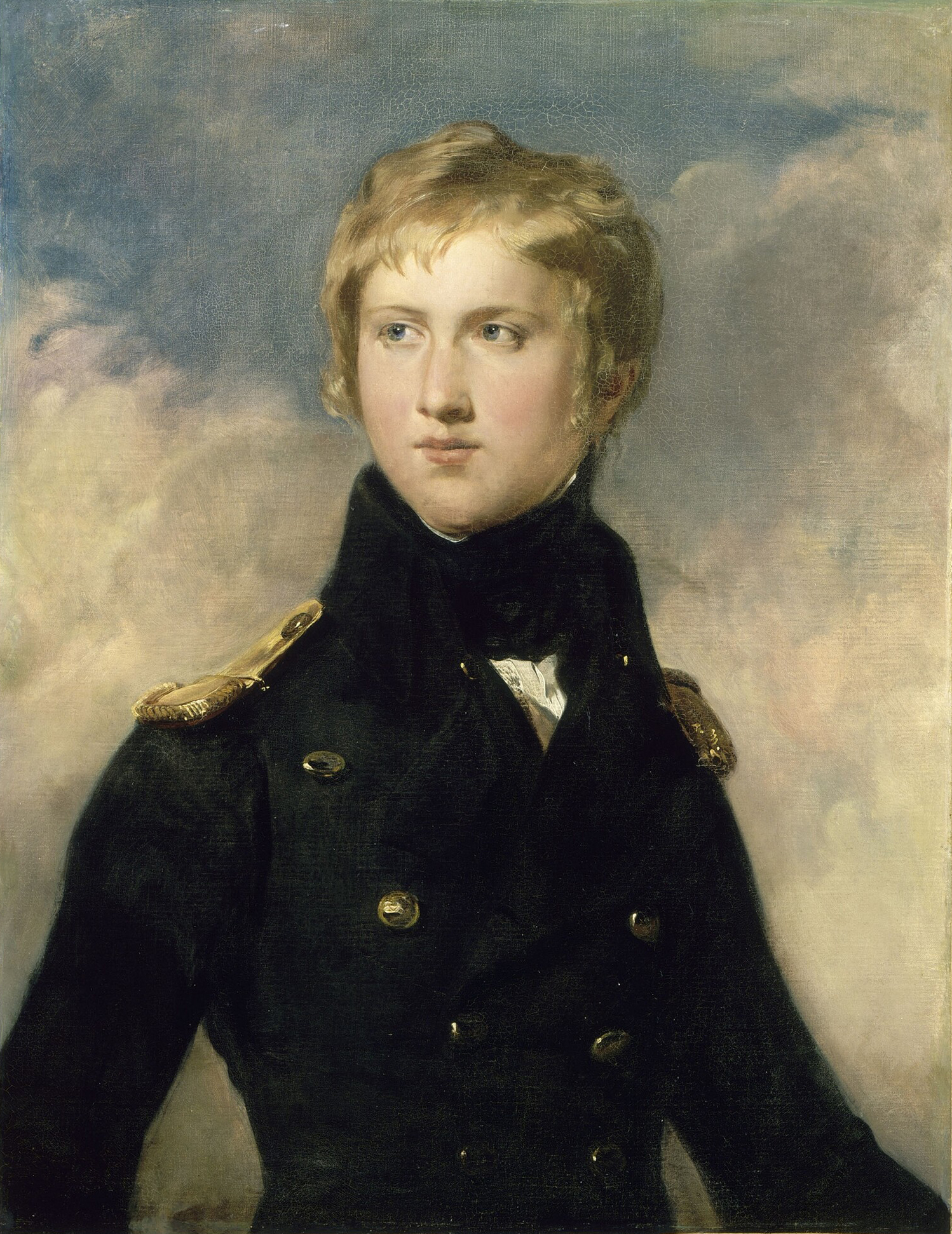
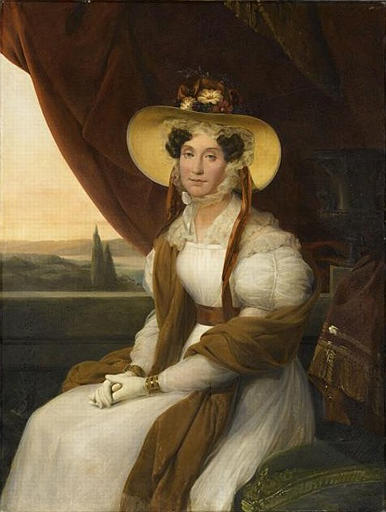
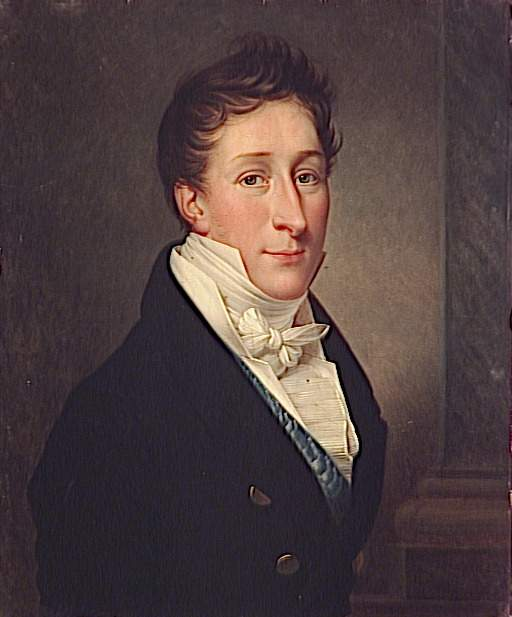